# Rego (school)
Rego was de naam voor twee internationale scholen in China: de Tianjin Rego International School en de Shanghai Rego International School. Beide scholen boden internationaal onderwijs aan leerlingen van 3 tot 19 jaar.
De Tianjin Rego International School is gesticht in april 2000 en was geënt op het Britse onderwijssyssteem. De school was erkend door het Britse ministerie van onderwijs en Cambridge International Examinations. In 2014 hield de school op te bestaan, na een aanval op het schoolhoofd.
De Shanghai Rego International School is gesticht in september 2003 en is eveneens geënt op het Britse schoolsysteem. Daarnaast kunnen Nederlands, Duits, Frans, Spaans en Chinees als vak gevolgd worden. Door de financiële crisis kwam de school in zwaar weer en werd de financiering stopgezet. Eind 2014 had de school nog slechts 40 leerlingen.